# Université de Picardie
Université de Picardie – francuski uniwersytet w Amiens, założony w 1970 roku.

## Wydziały
Uniwersytet składa się z następujących wydziałów:
- Centrum Sztuki - Humanistyka,
- Wydział Historii i Geografii,
- Wydział Języków Obcych i Kultur,
- Wydział Nauk Humanistycznych, Społecznych i Filozofii,
- Wydział Nauki i Techniki, Aktywności Fizycznej i Sportu (STAPS),
- Wydział Ekonomii i Zarządzania,
- Wydział Prawa i Nauk Politycznych,
- Wydział Nauk Ścisłych,
- Wydział Lekarski,
- Wydział Farmaceutyczny[1].

## Biblioteka
Biblioteka Uniwersytetu gromadzi ponad 370000 wydawnictw zwartych (24000 nowości rocznie) oraz prenumeruje 9900 czasopism.

## Znani absolwenci
- Liêm Hoang-Ngoc
- Najat Vallaud-Belkacem